# Idioma paí tavyterá
El paí tavyterá es una lengua guaraní hablada por cerca de 15.000 personas del pueblo Paí tavyterá en el este de Paraguay, y en el noreste de Argentina en la provincia de Misiones y en el caso de Paraguay  más precisamente en los departamentos de Canindeyú, Amambay, Concepción y San Pedro. La lengua tiene un 70% de similitud léxica con el idioma kaiwá, que se habla en tanto en Argentina, Paraguay como en Brasil. Entre las personas Paí tavyterá, el uso del lenguaje se está desplazando hacia el idioma guaraní.
El utiliza el alfabeto latino.